# さくらじゅり
さくら じゅり（1992年4月7日 - ）は、日本のグラビアアイドル、AV女優。NEWGATE所属。

## 略歴
東京都出身。2011年6月、グラビアデビュー。2011年10月、MAXINGよりAVデビュー。

## 人物
趣味はドライブとDVD鑑賞、特技はバレーボール。

## 作品

### イメージDVD
- たわわな19歳（2011年6月30日、メディアブランド）

### アダルトビデオ
2011年
- 新人（10月16日、MAXING）
- 隠しきれない爆乳。（11月16日、MAXING）
- 爆乳ご奉仕ナース（12月16日、MAXING）

2012年
- 爆乳と濃厚体液FUCK（1月16日、MAXING）
- 痴漢レイプされまくる爆乳美少女（2月16日、MAXING）
- 爆乳小悪魔×さくらじゅり（3月16日、MAXING）
- 爆乳奴隷ペット（4月16日、MAXING）
- 初中出し×乱交×即ハメ（5月16日、MAXING）
- ザーメンを美味しく飲んでくれる爆乳ごっくんマッサージ（6月16日、MAXING）
- 性欲処理専門 セックス外来医院 4（11月8日、SODクリエイト）
- 貸し切りS級素人娘。 じゅりちゃん（20歳）（11月9日、S級素人）
- ウブ娘の性感エステ 2（11月9日、ケイ・エム・プロデュース）

2013年
- さくらじゅり the BEST（2月16日、MAXING）※単体ベスト

2014年
- さくらじゅり ボンバーHカップ 爆乳揺さぶる28本番5時間（2月16日、MAXING）※単体ベスト